# Diospyros conocarpa
Diospyros conocarpa är en tvåhjärtbladig växtart som beskrevs av Robert Louis August Maximilian Gürke och Karl Moritz Schumann. Diospyros conocarpa ingår i släktet Diospyros och familjen Ebenaceae. Inga underarter finns listade i Catalogue of Life.